# 感覺主義
感觉主义是知识论上的一种学说，這學說主張感觉和知觉是认知的基本和最重要的形式，並反對抽象的形式。 
这种思想问题在古希腊哲学（斯多葛主义、伊壁鸠鲁主义）中曾經提出过，并由英国感官主义者（约翰·洛克，大卫·休谟）和英国聯結主义者（托马斯·布朗，戴维·哈特利，约瑟夫·普里斯特利）进一步发展。在19世纪，實證主义者（奥古斯特·孔德、赫伯特·斯宾塞、希波吕特·泰因及埃米尔·利特雷等人）大都接受了这种观点。

## 參看
- 經驗主義
- 理性主義